# Salto (Argentine)
Pour les articles homonymes, voir Salto.
Salto est une localité argentine située dans le partido homonyme, dans la province de Buenos Aires. Elle se situe à 200 km de Buenos Aires et à 55 km de Pergamino.

## Toponymie
Le nom de la localité vient d'une chute d'eau produite par l'un des nombreux affleurements rocheux du rio Salto. Cette même rivière, lorsqu'elle rejoint le ruisseau Saladillo Chico et entre dans le Partido-Municipio d'Arrecifes, adopte le nom de rivière Arrecifes. 

## Population
Au recensement de 2001, Salto comptait 23 816 habitants, soit une augmentation de 13,6 % par rapport à celui de 1991 qui comptait 20 949 habitants.

## Économie

### Sociétés locales
Il existe plusieurs entreprises à Salto qui font de la ville un centre agricole de premier plan. Leurs produits alimentaires sont distribués au niveau national et à l'étranger, mais dans une moindre mesure.
- DuPont Pioneer : située au carrefour des routes provinciales 191 et 31, elle produit dans son usine les graines qui sont ensuite commercialisées. Son système de production dispose des dernières technologies disponibles dans le monde entier et est régi par les normes de qualité du marché, étant la première entreprise de semences à certifier les normes DPS dans tous ses processus de production. La zone de production de Pioneer développe et fournit les besoins en semences demandés par le marché local et, à plus petite échelle, par les pays voisins.

- Metrive S.A. : elle a commencé ses activités en 1974, se consacrant à l'achat et à la vente, au nettoyage et à la classification de céréales, et produisant un mélange de céréales pour l'alimentation des volailles. Dans les années 1980, Metrive a commencé à produire des aliments équilibrés pour les bovins, les porcs, les volailles, les chevaux et les lapins. En 1993, elle a mis en place une nouvelle usine de stockage de céréales, portant sa capacité à 120 000 tonnes en 1996. Entre 1999 et 2002, elle a construit une usine ultramoderne, avec automatisation du processus de production. Aujourd'hui, Metrive dispose d'une usine d'aliments pour animaux, qui comprend une usine de traitement des aliments pour bétail à ligne unique, exempte de toute contamination par les farines animales. Elle possède également une usine d'aliments pour animaux de compagnie, une usine de stockage de silos et de céréales, un moulin à huile et un centre de distribution complet[2].

- Bagley : entreprise, partie de Arcor. Actuellement l'entreprise leader en Argentine dans la production de biscuits. Elle possède 4 usines industrielles dans tout le pays, dans les villes de Totoral et Lía, toutes deux dans la province de Córdoba, Salto (province de Buenos Aires) et Villa Mercedes (province de San Luis) avec plus de 300 produits et 35 marques de premier plan. Il est situé à l'entrée de la ville, à côté de la RP 191.

- Frigorífico La Anónima : cette chaîne de supermarchés possède dans la ville de Salto sur le RP 191 l'un des deux entrepôts frigorifiques qu'elle possède en Argentine (l'autre est situé dans la province de La Pampa). Celui de Salto était son premier abattoir. Il dispose de la meilleure technologie appliquée à l'obtention d'un produit de la plus haute qualité et ajusté aux mesures de sécurité et d'hygiène[3].

## Musées
- Musée d'histoire locale, abritant de nombreux objets et documents sur les débuts de Salto et ses pionniers[4].
- Musée de paléontologie, possédant une importante collection de vertébrés fossiles trouvés dans la région. Ils appartiennent au Pléistocène tardif. Le musée possède des squelettes complets de Scelidotherium, Megatherium, Glossotherium, Lestodon et des carapaces de Glyptodon et Panochthus. Une deuxième salle présente un squelette de Smilodon (ou « tigre à dents de sabre »), le seul squelette complet au monde de Lama gracilis et le seul exemplaire argentin d’Eutatus seguini[5].
- Musée du tango Roberto Firpo, fondé par don Aníbal Marzano[6].

## Tourisme et loisirs
La localité possède un complexe touristique municipal, construit sur les deux rives du rio Salto. Il offre tous les conforts nécessaires : trois piscines, une zone de plage avec des parasols, des fauteuils et des chaises longues, des toilettes, des douches, des tables, des bancs, des grills, des épiceries, un parking, l'électricité, une salle de premiers secours et un service de sauveteurs. Toutes ces infrastructures, ainsi que les arbres verts (paradis, eucalyptus et pins) font de ce complexe un lieu de loisirs et de détente très apprécié.
Elle met aussi à disposition un camping municipal : à l'intérieur du complexe des thermes, dans une zone de 4 hectares boisés, il offre de l'espace pour 250 tentes ou mobile homes et offre parmi ses commodités des services sanitaires, de l'eau chaude 24 heures sur 24, un lave-vaisselle couvert, une salle de repassage, une épicerie, un éclairage général, des prises 220V pour les unités, des grils, des tables, des bancs, un téléphone public et des abris en cas de tempête.
Le 5 mai 2016, en parallèle au 130e anniversaire de l'Asociación Española de Socorros Mutuos dans le siège duquel il a vu le jour, le Cine-Teatro Cervantes (cinéma-théâtre) a été ré-inauguré, après une restauration qui a nécessité plus de trois ans de travaux.
La localité est aussi l'endroit où repose la tombe de Pancho Sierra, fils de Francisco Sierra et Raimunda Ulloa, il est né le 21 avril 1831. Saint, médecin, guérisseur sont quelques-uns des termes qui ont été utilisés pour définir sa capacité à s'intéresser aux maux des autres et à donner la santé aux riches et aux pauvres, aussi bien à la population locale qu'à ceux qui venaient de loin. Sa tombe est conservée dans le cimetière local et est visitée chaque année par des milliers de fidèles. À proximité se trouve une maison qui lui est attribuée et qui a été transformée en sanctuaire et en lieu d'achat de souvenirs. Pancho Sierra est décédé le 4 décembre 1891.

## Personnalités liées
- Maximiliano Fornari (né en 1995), joueur de football.

## Religion
| Diocèse  | San Nicolás de los Arroyos                                     |
| -------- | -------------------------------------------------------------- |
| Paroisse | Conversión de San Pablo, Nuestra Señora del Rosario de Pompeya |